# Riva di Solto
Riva di Solto là một đô thị ở tỉnh Bergamo trong vùng Lombardia của nước Ý, có vị trí cách khoảng 80 km về phía đông bắc của Milano và khoảng 30 km về phía đông của Bergamo. Tại thời điểm ngày 31 tháng 12 năm 2004, đô thị này có dân số 838 người và diện tích là 8,6 km².
Riva di Solto giáp các đô thị: Fonteno, Marone, Parzanica, Pisogne, Solto Collina.